# Euphaedra sankuruensis
Euphaedra sankuruensis är en fjärilsart som beskrevs av Jacques Hecq 1980. Euphaedra sankuruensis ingår i släktet Euphaedra och familjen praktfjärilar. Inga underarter finns listade i Catalogue of Life.